# 楊廷樞
楊廷樞（1595年—1647年），字維斗，號復庵，直隸蘇州府吳縣（今屬江蘇省蘇州市）人。明朝末年學者，復社領袖之一。

## 生平
楊廷樞出身簪纓世家。早年為諸生，以氣節自任。天啟時，曾參與五人事件，營救被魏忠賢迫害的周順昌。
崇禎三年（1630年）中式應天鄉試第一名舉人，與張溥等同榜。居家講學，弟子三千餘人，有「東南夫子」之譽。
安宗即位，未得起用，上疏論政。阮大鋮與楊廷樞有宿怨，御史王實鼎上《復社渠魁疏》，將興大獄，清軍已破南京。楊廷樞退隱吳江縣莘塔鄉深山內。紹宗遙授兵部職方司主事、山東道監察御史。魯王朱以海監國，遙授翰林院檢討、兵科給事中。
永曆元年（清順治四年，1647年），因人告密，楊廷樞被巡邏清兵逮捕，巡撫土國寶數次勸降，不聽。堅拒剃髮，稱「砍頭事小，薙頭事大」。大審於吳江泗州寺，備受酷刑拷打，堅持不洩露復社名單，罵不絕口。死前以鮮血寫下了十二首絕命詞，最後在蘆墟鎮泗洲寺永安橋畔被斬首。
永曆三年（1649年），昭宗欲以原官招用，聞其已殉難，追贈翰林院侍讀。學者私諡忠文。清廷追諡忠節。

## 家族
祖父楊成，官至南京兵部尚書。父楊大瀅。有子杨无咎。

## 佚事
傳聞楊廷樞在臨刑前大呼“生為大明人！”，其首落地時又說：“死為大明鬼！”監刑者為之咋舌。

## 著作
著有《全吳紀略》。
楊廷樞被捕後，在舟中题书血衣并诗十二首，現存六首：
人生自古谁无死，留取丹心照汗青；正气千秋应不散，於今重复有斯人！
浩气凌空死不难，千年血泪未曾干；夜来星斗终天灿，一点忠魂在此间。
社稷倾颓已二年，偷生视息又何颜！祗今浩气还天地，方信平生不苟然。
叹息常山有舌锋，日星炯炯贯空中！子规啼血归来后，夜半声闻远寺钟。
有妻慷慨死同归，有女坚贞志不移；不是一番同患难，谁知闺阁有奇儿？
近来卖国尽须眉，断送河山更可悲！幸有一家如母女，纲常犹自赖维持。